# Fibre di Sharpey
Le fibre di Sharpey (fibre ossee, o fibre perforanti) sono una matrice di tessuto connettivo costituita da fasci di fibre di collagene forti, prevalentemente di tipo I, che collegano il periostio all'osso. Fanno parte dello strato fibroso esterno del periostio, entrando nelle lamelle circonferenziali e interstiziali esterne del tessuto osseo.
Le fibre di Sharpey vengono anche utilizzate per attaccare i muscoli al periostio osseo fondendosi con il periostio fibroso e anche con l'osso sottostante. Un buon esempio è l'attacco dei muscoli della cuffia dei rotatori alla lama della scapola.
Nei denti, le fibre di Sharpey sono le estremità terminali delle fibre principali (del legamento parodontale) che si inseriscono nel cemento e nel periostio dell'osso alveolare. Uno studio sui ratti suggerisce che la struttura tridimensionale delle fibre di Sharpey intensifica la continuità tra la fibra del legamento parodontale e l'osso alveolare (presa del dente) e funge da mezzo tampone contro lo stress. Le fibre di Sharpey nel cemento acellulare primario sono completamente mineralizzate; quelle nel cemento cellulare e nell'osso sono mineralizzate solo parzialmente alla loro periferia.
Nel cranio la funzione principale delle fibre di Sharpey è quella di legare le ossa craniche in modo fermo ma mobile; sono più numerose nelle zone dove le ossa sono soggette alle maggiori forze di separazione. Nella colonna vertebrale, fibre simili uniscono il disco intervertebrale alle vertebre adiacenti. Ogni fibra è accompagnata da un'arteriola e da una o più fibre nervose.
L'anatomista scozzese William Sharpey le descrisse nel 1846, sebbene venissero chiamate anche claviculi di Gagliardi da Domenico Gagliardi che le descrisse nel 1689.